# Amtsgericht Parchim

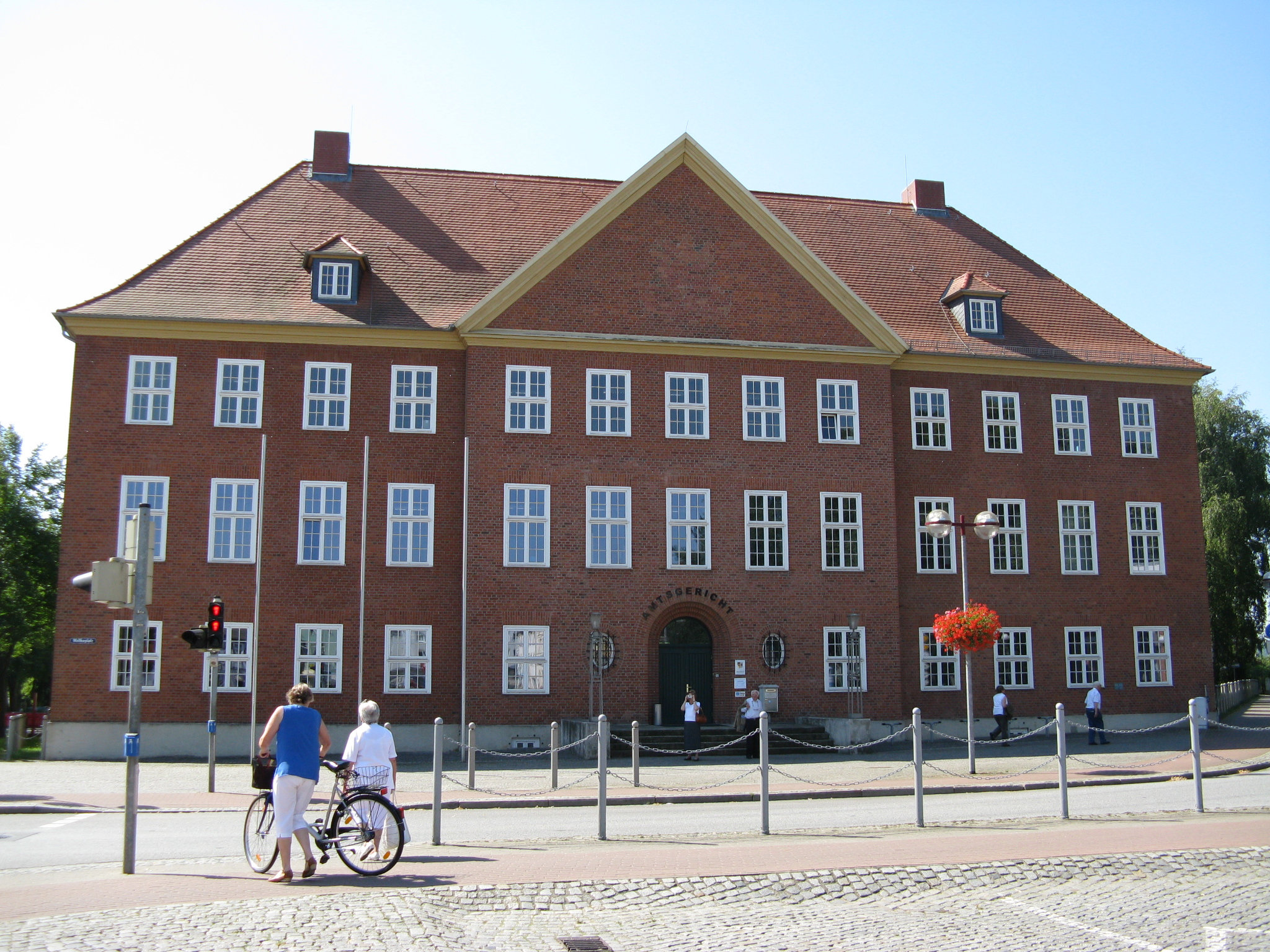
Gebäude des Amtsgerichts Parchim (2008)

Das Amtsgericht Parchim war ein Gericht der ordentlichen Gerichtsbarkeit, zuletzt des Landes Mecklenburg-Vorpommern, im Bezirk des Landgerichts Schwerin. Es wurde zum 11. Mai 2015 durch die Gerichtsstrukturreform aufgehoben und in eine Zweigstelle im Amtsgerichtsbezirk Ludwigslust umgewandelt.

## Geschichte

### Mecklenburg-Schwerin
In Parchim befanden sich vor 1879 das Magistratsgericht Parchim (Vorderstadt) und Patrimonialgerichte als Eingangsgerichte.
Im Rahmen der Reichsjustizgesetze wurden die bestehenden Gerichte des Großherzogtums Mecklenburg-Schwerin aufgelöst und Amts-, Landes- und Oberlandesgerichte gebildet. Das Amtsgericht Parchim war dem Landgericht Schwerin und dem Oberlandesgericht Rostock nachgeordnet. Am Gericht bestanden 1880 zwei Richterstellen, und es war für 15.693 Gerichtseingesessene zuständig. Das Amtsgericht war damit ein mittelgroßes Amtsgericht im Landgerichtsbezirk.
Sein Gerichtsbezirk umfasste die Vorderstadt Stadt Parchim incl. Brunnen mit Damm, Gischow, Kiekindemark, Malchow, Malchower Mühle, Matzlow, Neuburg, Paarsch, Rom, Schalentiner Mühle, Slate mit der Fähre, Stralendorf, Bergrade (Hof und Dorf), aus dem Dominialamt Criwitz Damerow, Domsühl, Garwitz, Zieslübbe (Anteil), aus dem Dominialamt Lübz Dargelütz mit Vogtsdorfer Mühle, Drehnkow (Anteil), Grebbin mit Wozinkel, Jarchow, Kosebade, Leppin, Malow, Marnitz mit Bauhof, Malow (Anteil), Erbmühle und Neu-Mühle, Porepp (Anteil), Ruhn, Siggelkow, Suckow (Anteil), Woeten und Zachow, aus dem ritterschaftlichen Amt Criwitz Frauenmark und Schönberg, aus dem ritterschaftlichen Amt Goldberg Severin mit Sophienhof, aus dem ritterschaftlichen Amt Grabow Griebow, Kummin mit Mühlenberg und Tessenow, Meierstorf, Mentin, Möderitz, Neuhof, Poltnitz, Wozinkel und Zieslübbe (Anteil) und aus dem Klosteramt Dobbertin Darze (Hof und Dorf).

### DDR
In der DDR wurden die Amtsgerichte 1952 aufgelöst und einheitlich Kreisgerichte gebildet. Parchim kam zum Kreis Parchim und es entstand so das Kreisgericht Parchim, welches dem Bezirksgericht Schwerin nachgeordnet war. Nach dem Zusammenbruch der DDR wurden die Kreisgerichte durch das Gerichtsstrukturgesetz wieder aufgehoben und erneut Amtsgerichte gebildet. In Parchim entstand damit das Amtsgericht Parchim neu.

### Gerichtssitz und -bezirk nach 1989

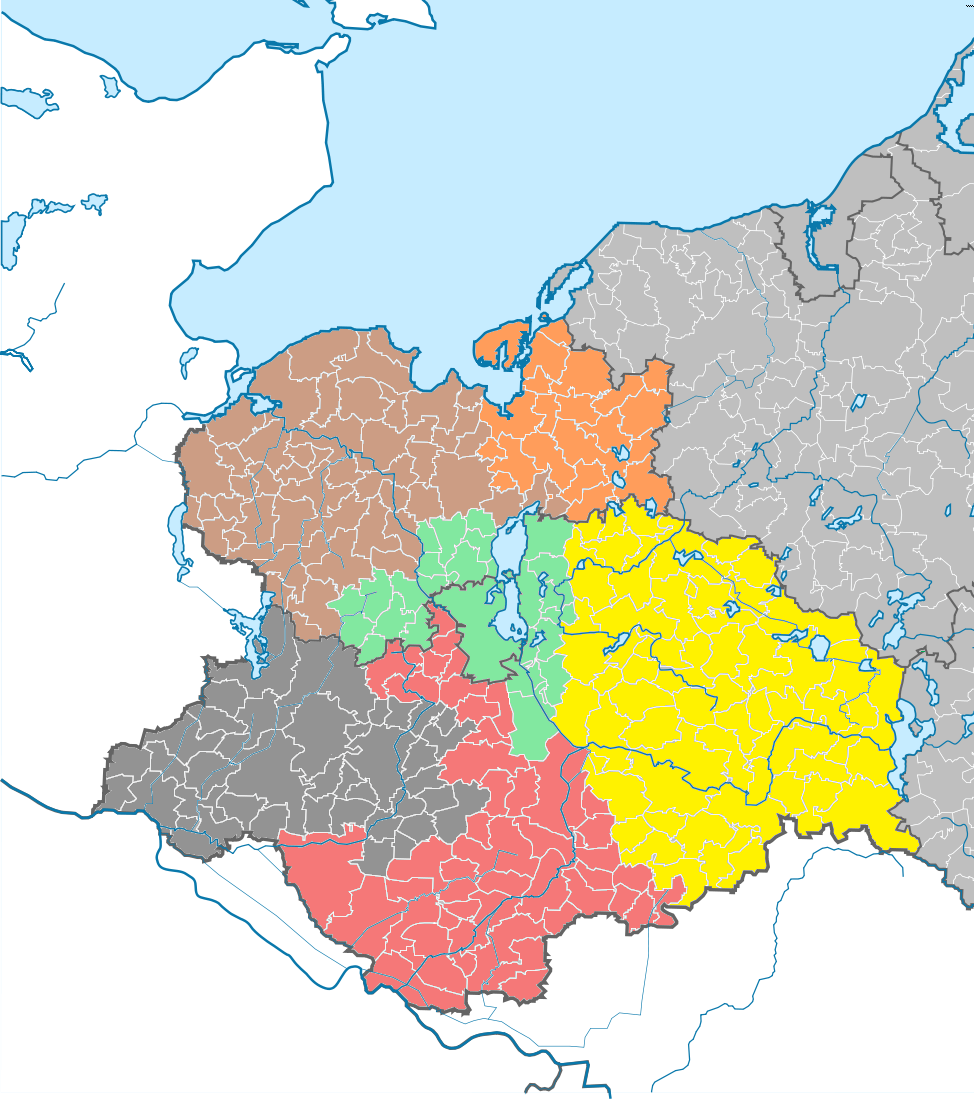
Gerichtsbezirke der dem LG Schwerin nachgeordneten Amtsgerichte bis zum 5. Oktober 2014
AG Grevesmühlen
AG Schwerin
AG Hagenow
AG Ludwigslust
AG Wismar
AG Parchim

Das Gericht hatte seinen Sitz in der Stadt Parchim.
Der Gerichtsbezirk umfasste das Gebiet der folgenden Städte und Gemeinden.
| - Barkhagen, - Barnin, - Blankenberg, - Borkow, - Brüel, - Bülow, - Crivitz, - Dabel, - Demen, | - Dobbertin, - Domsühl, - Friedrichsruhe, - Gallin-Kuppentin, - Ganzlin, - Gehlsbach, - Gischow, - Goldberg, - Granzin, | - Groß Godems, - Hohen Pritz, - Karrenzin, - Kobrow, - Kreien, - Kritzow, - Kuhlen-Wendorf, - Langen Jarchow, - Lewitzrand, | - Lübz, - Marnitz, - Mestlin, - Mustin, - Neu Poserin, - Obere Warnow, - Parchim, - Passow, - Plau am See, | - Rom, - Siggelkow, - Spornitz, - Sternberg, - Stolpe, - Suckow, - Techentin, - Tessenow, - Tramm, | - Weitendorf, - Werder, - Witzin, - Zahrensdorf, - Zapel, - Ziegendorf und - Zölkow |

Durch die Auflösung des Gerichtes wurden sämtliche Städte und Gemeinden in den Bezirk des Amtsgerichts Ludwigslust eingegliedert.

## Gebäude
Die Zweigstelle befindet sich am Moltkeplatz 2 im Parchimer Stadtzentrum, wo zuvor das Amtsgericht untergebracht war. Das denkmalgeschützte Gebäude wurde 1935/36 von dem Architekten Paul Schultze-Naumburg gebaut und diente früher als Landratsamt.

## Übergeordnete Gerichte
Dem Amtsgericht Parchim war das Landgericht Schwerin übergeordnet. Zuständiges Oberlandesgericht war das Oberlandesgericht Rostock.
Durch die Umwandlung des Amtsgerichts in eine Zweigstelle des Amtsgerichts Ludwigslust bleibt es bei der Zuständigkeit des Landgerichts Schwerin und des Oberlandesgerichts Rostock.